# Borislav Mitić
Borislav Mitić je srpski gitarista. Rođen je u Beogradu, a od 1998. živi i radi u Montrealu.

## Žanr
Borislav Mitić izvodi neoklasični metal.

## Biografija
Borislav je počeo da svira gitaru sa 11 godina. Sam je naučio da je svira, a neki od uzora su bili Ingvej Malmstin, Riči Blekmor i Mihael Šenker.
1992. izdaje svoj prvi album, nazvan Fantasy.
1998. potpisuje ugovor sa poznatom izdavačkom kućom Shrapnel records. Sledeće godine izdaje svoj drugi album, nazvan Borislav Mitic, koji stiče kultni status u gitarskim krugovima.
2000, ponovo izdaje svoj prvi album Fantasy, ovog puta za strano tržište.
Tek 2009. izdaje novi album, nazvan The Absolute. Na ovom albumu, on je svirao sve instrumente. Za razliku od prethodnog albuma, The Absolute objavljuje za Lion Music. 
2013. izdaje album Electric Goddess; kao i album Borislav Mitic, i ovaj album je snimljen za Shrapnel records. 
Borislav je i dobitnik nagrade „Zlatna značka“ Kulturno-prosvetne Zajednice Srbije za značajan dugogodišnji rad u oblasti kulture i umetnosti u dijaspori.

## Saradnje
Borislav Mitić je sarađivao sa brojnim muzičarima. Neki od njih su uticajni ukrajinski klavijaturista Vitalij Kuprij, Expedition Delta, Vlada Džet bend, Kris Logan i Erik Forest.
Pojavio se i na kompilaciji Embrace the Sun – The Lion Music Japan Benefit Project (svirao je solažu u pesmi Embrace the Sun benda The Lions).

## Albumi
- Fantasy (1992)
- Borislav Mitic (1999)
- The Absolute (2009)
- Electric Goddess (2013)